# Борана (национальный парк)
Борана (также Борена) — национальный парк в Эфиопии в зоне Борена региона Оромия.

## География
Национальный парк Борана расположен на юге Эфиопии. Занимает площадь 45 366 км². Парк находится на южной окраине Эфиопского нагорья. На юге он ограничен границей Кении и Эфиопии. Примыкает к заповеднику дикой природы Челби на западе, национальному парку Жерайл на востоке и заповеднику дикой природы Ябело и приоритетной зоне национального леса Ареро на севере.
Охраняемые природные зоны парка разделены на несколько блоков в зависимости от их биоразнообразия, сообщества и окружающей среды: блоки Ябелло, Дида-Хара, Гаммедо, Данбала-Дхибаю и Сарите. В парке находятся Буки-Садеен, три мааровых озера, которые были представлены как главная туристическая достопримечательность, включая Эль-Сод, которое известно тем, что обеспечивает доступ к минеральной воде и разновидностям соли для местных жителей.

## Фауна
Национальный парк Борана является домом по меньшей мере для 40 видов млекопитающих. Он известен тем, что предоставляет убежище двум отдельным видам зебр, которые встречаются в лугах и лесных массивах: зебрам Гранта и находящимся под угрозой исчезновения зебрам Греви. Другие млекопитающие, которые редко встречаются в национальном парке Борана, включают такие виды как малый куду, большой куду, чепрачный шакал, бейза, геренук, бородавочник, сомалийская газель и газель Гранта. Стада Alcelaphus buselaphus swaynei когда-то процветали здесь, но были истреблены в этих регионах.